# فرانچسکو د سانتیس
فرانچسکو د سانتیس (ایتالیایی: Francesco de Sanctis؛ ۲۸ مارس ۱۸۱۷ – ۲۹ دسامبر ۱۸۸۳) یک نویسنده، سیاست‌مدار و فیلسوف اهل ایتالیا بود.